# Scarabaeinus termitophilus
Scarabaeinus termitophilus là một loài bọ cánh cứng trong họ Hybosoridae. Loài này được Silvestri miêu tả khoa học năm 1940.